# Garmisch-Partenkirchen

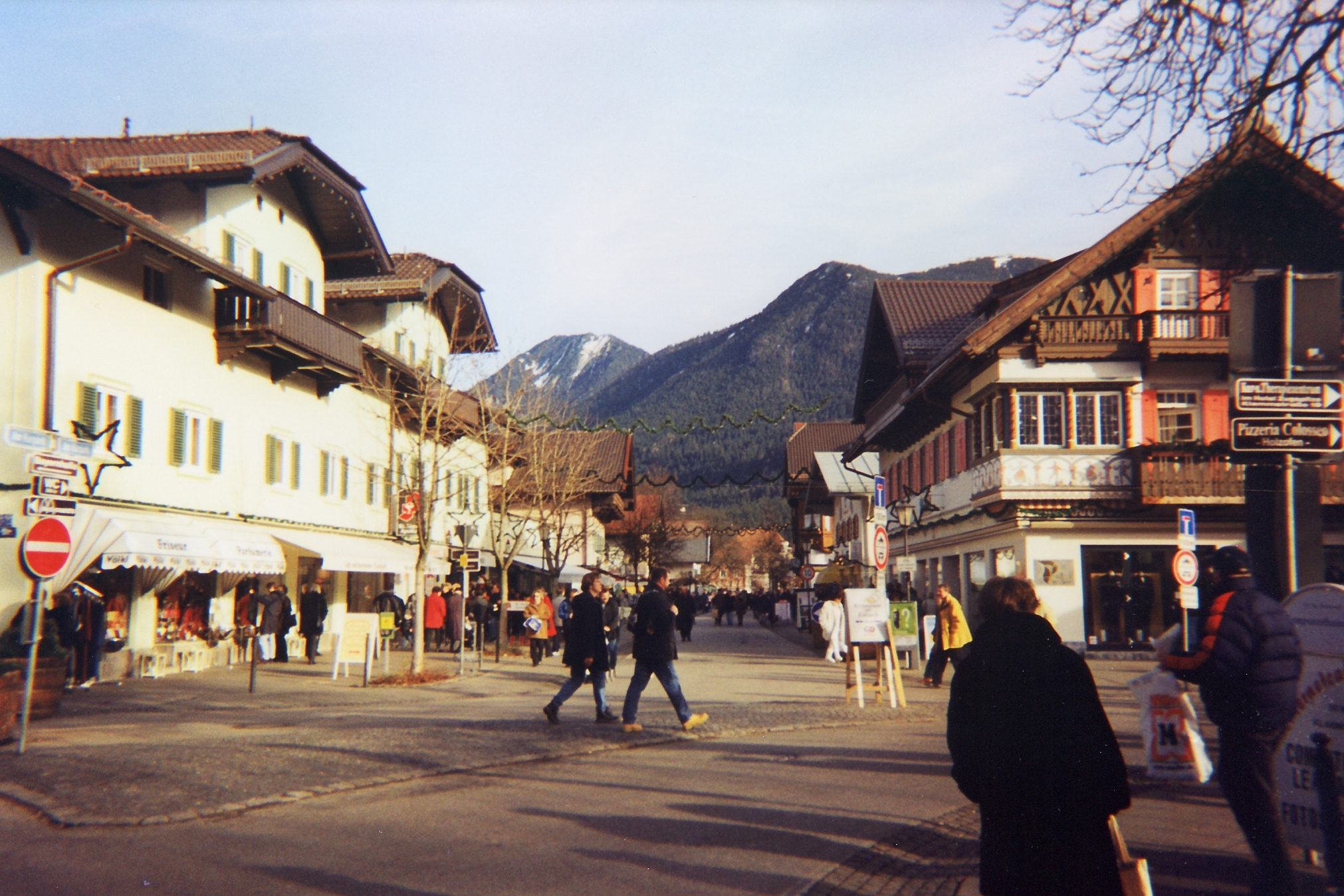
Garmisch-Partenkirchen
(stradă centrală)

Garmisch-Partenkirchen este o comună-târg din districtul Garmisch-Partenkirchen, landul Bavaria, Germania, unde au avut loc Jocurile Olimpice de iarnă din 1936. Cu toate că are în anul 2009, o populație de 25.953 loc. localitatea n-a fost declarată oraș, ea însă fâcând parte din cele 13 comune importante din Bavaria.

## Date geografice
Garmisch-Partenkirchen se află într-o depresiune unde conflueză apele curgătoare Loisach, Partnach. La sud de comună se află Zugspitze, cel mai înalt munte din Germania. În apropiere se află munții: Kochelberg (870 m), Hausberg (1340 m) pe care se află un teleferic și oferă în sezonul rece posibiltatea practicării sporturilor de iarnă. Comuna cuprinde cartierele Garmisch și Partenkirchen, ca și localitățile Wamberg și Kaltenbrunn.

## Clima
Mulțumită climei din regiune, Garmisch-Partenkirchen a devenit o stațiune balneo-climaterică.

## Istoric
Partenkirchen este amintită încă din perioada romană ca „Partanum“ . Ea era amplasată pe drumul comercial situat pe Valea Lech o ramificație a drumului Via Claudia. Acest drum a fost folosit de trupele lui Drusus și Tiberius (sec. XV î.Hr.) pentru a pătrunde în regiunea din nordul Alpilor.

## Personalități
- Michael Ende (1929-1995), scriitor
- Magdalena Neuner (n. 1987), atletă